# 史考特·羅倫
史考特·布魯斯·羅倫（英語：Scott Bruce Rolen，1975年4月4日—），為美國職棒大聯盟的三壘手，生涯曾效力過費城人、紅雀、藍鳥與紅人等隊。羅倫生涯入選7次明星賽，拿下8次金手套獎。而他也是1997年的國聯新人王，並在2006年拿下世界大賽冠軍。

## 職業生涯

### 費城費城人
1993年大聯盟選秀，羅倫在第二輪被費城人選走，並在1996年登上大聯盟。1997年，他拿下國聯新人王，是隊史繼1964年的迪克·艾倫後，首位獲得此獎的選手。1998年，他獲得生涯首座金手套獎。原本羅倫被當作費城人重建時期的基石，但因為他和總教練發生不和。因此球隊在2002年7月29日將他和Doug Nickle交易到紅雀，換來普拉西多·波蘭柯、麥克·提姆林和Bud Smith。9月25日，他和球隊簽下8年8000萬美元的延長合約。

### 聖路易紅雀

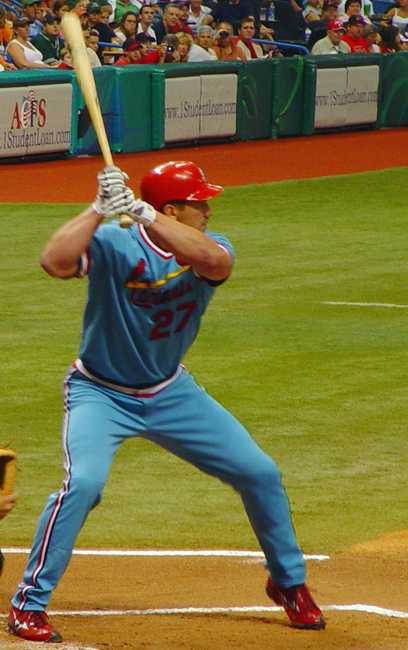
2006年的羅倫

羅倫在2004年打出生涯年，他成為該年明星賽最高票的得主。雖然他在球季末受傷，他依舊繳出生涯新高的3成14的打擊率，並敲出34轟與124分打點。然而如此亮眼的表現還是只能讓他在MVP票選上拿下第四名，而他的隊友亞伯特·普荷斯和Jim Edmunds的排名都在前五名。而紅雀也靠著這三人拿下105勝奪得中區冠軍。2004年國家聯盟冠軍賽第七戰，羅倫在6局下敲出致勝2分砲，幫助紅雀晉級世界大賽。然而他們在世界大賽卻被紅襪四連勝橫掃出局。
2005年5月10日，他因為和道奇隊一壘手崔希涉相撞而導致肩膀受傷。他在5月13日進行肩膀手術，8月份確定整季報銷。2006年，羅倫傷癒復出。他繳出2成92的打擊率，並敲出22轟與95分打點，並獲得國聯東山再起獎的提名。他在9月15日敲出生涯新高的單場7分打點，而紅雀也在這年拿下世界大賽冠軍。
2007年，羅倫再度面臨傷痛。他在8月底進入傷兵名單，並在9月中進行手術導致球季報銷。

### 多倫多藍鳥

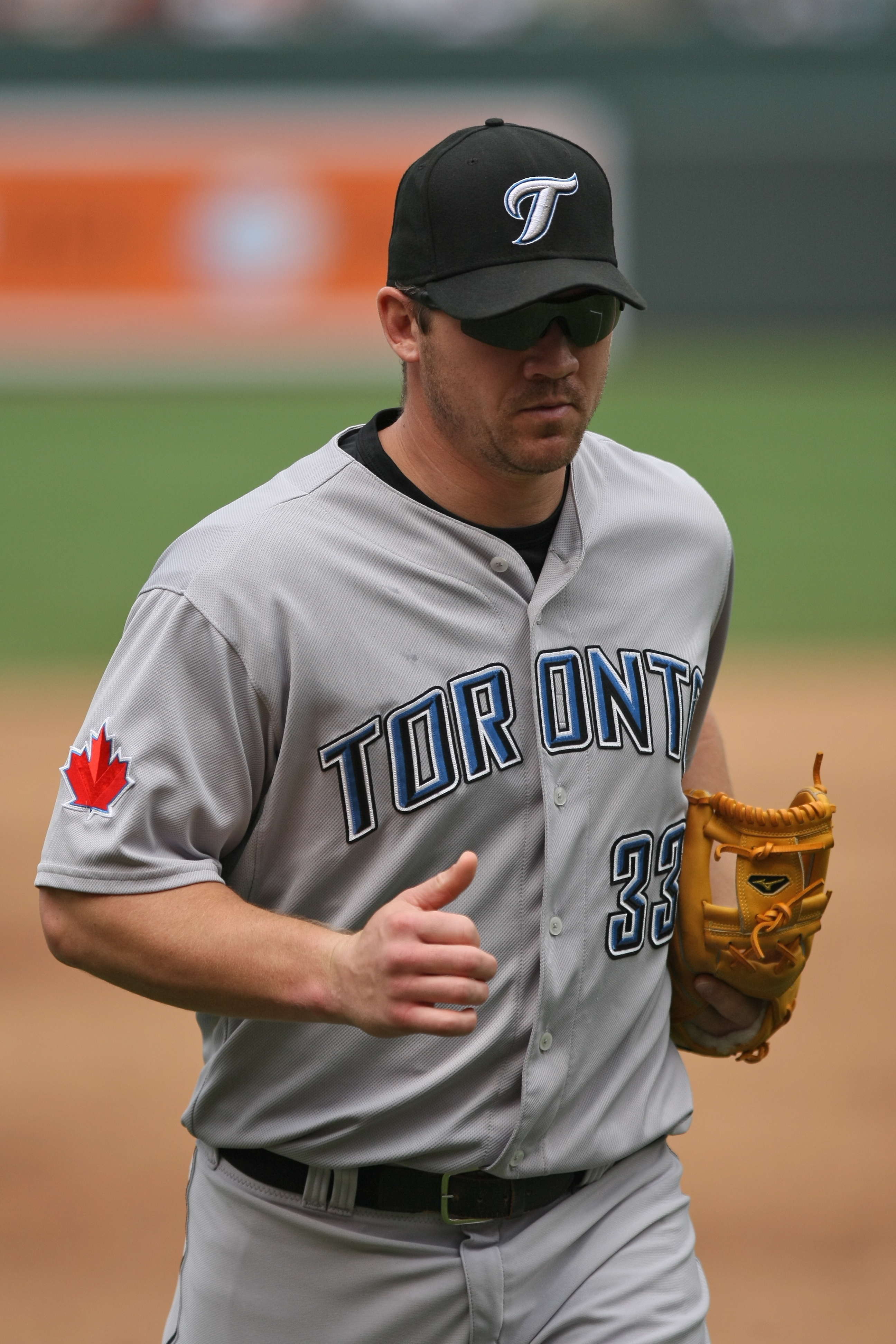
2009年的羅倫

2008年1月12日，紅雀將羅倫交易到藍鳥，換來特洛伊·格勞斯。不過他在春訓期間就弄傷右手中指，這也導致他錯過開季。球隊讓馬可·斯庫塔羅頂替羅倫的三壘空缺，直到他4月25日回歸為止。他也在回歸兩天後敲出全壘打。
羅倫在8月底再次進入傷兵名單，後來他調整他的肩膀和手臂來改變擊球姿勢。整季他的打擊率為2成62，並敲出11轟與50分打點。

### 辛辛那提紅人
2009年7月31日，藍鳥將羅倫交易到紅人，換來埃德溫·恩卡納西翁、喬希·羅尼克和Zach Stewart。2010年6月28日，羅倫敲出生涯300轟。球隊也在他的幫助下拿下睽違15年的中區冠軍，羅倫同年獲得第8座金手套獎。
2011年7月15日，羅倫成為史上第四位達成生涯2000安、500支二壘安打、300轟與1200分打點的一壘手。前三位分別是麥克·舒密特、喬治·布列特和奇伯·瓊斯。2013年，羅倫並未參加春訓。但他也沒有正式宣布退休。

## 生涯打擊成績
| 出賽次數 | 打席 | 打數 | 得分 | 安打 | 二安 | 三安 | 全壘打 | 打點 | 盜壘 | 保送 | 三振 | 打擊率 | 上壘率 | 長打率 | OPS  |
| -------- | ---- | ---- | ---- | ---- | ---- | ---- | ------ | ---- | ---- | ---- | ---- | ------ | ------ | ------ | ---- |
| 2038     | 8518 | 7398 | 1211 | 2077 | 517  | 43   | 316    | 1287 | 118  | 899  | 1410 | .281   | .364   | .490   | .855 |

## 個人生活
羅倫主要住在印第安納州的布魯明頓和佛羅里達州的霍姆斯海灘，並育有2名子女。2018年7月18日，羅倫擔任印第安納大學棒球隊的球員發展指導員。

## 外部連結
- 球員資訊和成績在MLB ，ESPN ，Retrosheet ，Baseball Reference ，Baseball Reference (Minors) ，Fangraphs ，The Baseball Cube ，Baseball Almanac （英文）
- 史考特·羅倫在台灣棒球維基館上的頁面（繁體中文）

| 前任： Jason Kendall      | 運動新聞報國聯年度新人王 1997年 | 繼任： 陶德·希爾頓 |
| 前任： Todd Hollandsworth | 球員選擇獎國聯最佳新秀 1997     | 繼任： 凱瑞·伍德   |